# Organització politicoadministrativa d'Alacant

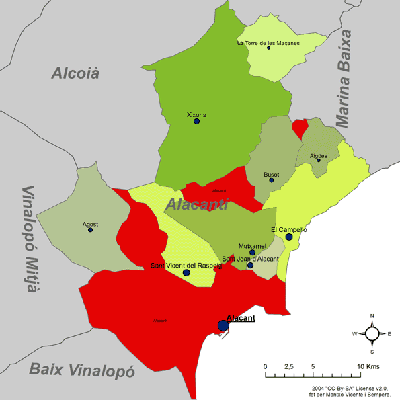
Comarca de l'Alacantí amb el terme d'Alacant en vermell. No s'hi marca l'Illa de Tabarca.

El terme municipal de la ciutat d'Alacant a la comarca de l'Alacantí (País Valencià), té una superfície de 201,27 km². Ultra el territori on es troba la ciutat, té dos enclavaments al nord i una illa al sud. Es divideix oficialment en 12 entitats de població, comptant cadascuna d'elles amb, almenys, un nucli de població. L'entitat on es troba la ciutat d'Alacant es vertebra en 41 barris. Aquesta divisió s'utilitza en l'elaboració de censos i en el recompte de vots electorals. A més, de forma no oficial, els alacantins divideixen la ciutat en gairebé un centenar de districtes foguerers (àrees en les quals es planta una foguera de Sant Joan), dels quals no sempre tenen un equivalent exacte en barris oficials.

## Entitats i nuclis de població
El terme municipal d'Alacant es divideix en 12 entitats de població. Cadascuna d'elles té almenys un nucli de població. A efectes estadístics, aquells habitants d'una entitat que no es troben dintre d'un nucli de població es comptabilitzen en l'epígraf Disseminat.

Entitats de població del terme municipal d'Alacant.

| #  | Entitats de població                 | Nuclis de població (cens 2019) |
| -- | ------------------------------------ | --- |
| 1  | L'Alcoraia 338 hab.                  | - L'Alcoraia: 16 hab. - Disseminat: 322 hab. |
| 2  | Alacant 327.220 hab.                 | - Alacant: 323.174 hab. - Tàngel: 45 hab. - Aigua Amarga: 736 hab. - El Palamó: 3.138 hab. - Disseminat: 127 hab. |
| 3  | El Bacarot 384 hab.                  | - El Bacarot: 167 hab. - Els Picapedra: 15 hab. - Disseminat: 202 hab. |
| 4  | La Canyada del Fenollar 1.495 hab.   | - Alabastre: 177 hab. - Barri de Granada: 89 hab. - La Canyada: 7 hab. - Ermita de Sant Jaume: 274 hab. - El Pintat: 127 hab. - Rambla de Pepió: 66 hab. - Rambla del Roget: 123 hab. - Disseminat: 632 hab. |
| 5  | Fontcalent 641 hab.                  | - El Pla: 156 hab. - La Serreta: 158 hab. - Algepseries: 12 hab. - La Campaneta: 43 hab. - Disseminat: 272 hab. |
| 6  | Illa Plana o illa de Tabarca 51 hab. | - Tabarca: 51 hab. - Diseminat: 0 hab. |
| 7  | Montnegre - Cabeçó d'Or 239 hab.     | - El Boter: 36 hab. - Llofriu: 15 hab. - El Portell: 74 hab. - La Vall del Sol: 64 hab. - Diseminat: 50 hab. |
| 8  | El Moralet 2.048 hab.                | - Camí de la Canyada d'Alcoi: 78 hab. - Camí de l'Ermita: 170 hab. - Camí del Ventorrillo: 158 hab. - Finca de Don Jaume: 137 hab. - El Garroferal: 94 hab. - Lloma d'Espí: 324 hab. - Pla de Girau: 14 hab. - Rambutxar Nord: 79 hab. - Rambutxar Sud: 64 hab. - Serreta de la Torre: 125 hab. - Vallgran Est: 159 hab. - Vallgran Oest: 114 hab. - Diseminat: 532 hab. |
| 9  | El Rebolledo 1.159 hab.              | - El Rebolledo: 1.001 hab. - Diseminat: 158 hab. |
| 10 | Santa Faç 667 hab.                   | - Santa Faç: 603 hab. - Diseminat: 64 hab. |
| 11 | El Pla de la Vall-llonga 372 hab.    | - Lo Geperut: 226 hab. - Diseminat: 146 hab. |
| 12 | El Verdegàs 273 hab.                 | - Cases de Terol: 21 hab. - El Verdegàs: 64 hab. - Diseminat: 188 hab. |

## Barris
Alacant, com a entitat de població, es divideix en 41 barris que cobrixen tota la seua superfície, d'acord amb la guia de carrers i la llista de barris de la pàgina de l'Ajuntament. En algunes estadístiques oficials, per a completar tot el terme municipal, se sol afegir un 42é barri que inclou a les 11 entitats de població restants. Aquest barri «fictici» normalment rep el nom de Partides rurals, i s'inclou al final d'esta taula.
Hi ha altres mapes, com el de la pàgina de l'Agència Local de Desenvolupament Econòmic i Social d'Alacant, les divisions del qual per barris se circumscriuen només a les àrees habitades, deixant al marge altres zones no urbanitzades, com els castells de Santa Bàrbara i Sant Ferran, la serra Grossa, etc. Aquest pla, a més, dona un tractament diferent del Port d'Alacant i la platja del Postiguet: mentre que en la pàgina de l'Ajuntament aquests s'inclouen en el barri de l'Eixample-Diputació, en el pla de l'Agència Local es reparteixen entre els barris de l'Eixample, Centre, Barri Vell, Raval Roig i altres dos sense habitants, anomenats Port llevant i Port Ponent (i numerats com 43 i 44, respectivament). No obstant això, la divisió que s'usarà ací és la de l'Ajuntament d'Alacant, per ser la que presenta la informació més recent i actualitzacions anuals.
| Barri                                | Població (2019) |
| ------------------------------------ | --------------- |
| L'Albufereta                         | 10.262          |
| Alipark                              | 3.050           |
| Altossano-Comte Lumiares             | 10.765          |
| Benalua                              | 9.279           |
| Cap de l'Horta                       | 16.126          |
| Campoamor                            | 12.306          |
| Les Carolines Altes                  | 18.572          |
| Les Carolines Baixes                 | 10.110          |
| Barri Vell - Santa Creu              | 2.792           |
| Centre                               | 5.562           |
| Ciutat d'Assís                       | 6.478           |
| Ciutat Jardí                         | 1.527           |
| Colònia Requena                      | 2.365           |
| Quatre-centes Vivendes               | 1.005           |
| Divina Pastora                       | 1.490           |
| El Palmerar-Urbanova-Tabarca         | 3.541           |
| Eixample-Diputació                   | 14.659          |
| La Florida Alta                      | 5.119           |
| La Florida Baixa                     | 10.903          |
| El Garbinet                          | 13.305          |
| Joan XXIII                           | 7.825           |
| Lo Morant-Benissaudet                | 6.635           |
| Els Àngels                           | 11.278          |
| Mercat                               | 8.969           |
| El Pla del Bon Repòs                 | 13.399          |
| Platja de Sant Joan                  | 23.795          |
| Polígon Baver                        | 7.971           |
| Polígon de Sant Blai                 | 23.050          |
| Rabassa                              | 2.852           |
| Raval Roig-Mare de Déu dels Socors   | 1.575           |
| Sant Agustí                          | 2.146           |
| Sant Antoni                          | 2.269           |
| Sant Blai-Sant Doménec               | 9.082           |
| Sant Ferran-Princesa Mercé           | 4.722           |
| Sant Gabriel                         | 5.029           |
| Sidi Ifni-Nou Alacant                | 4.811           |
| Tómbola                              | 2.257           |
| El Palamó-Santa Faç                  | 2.455           |
| Mare de Déu del Carme (Mil Vivendes) | 3.395           |
| Mare de Déu del Remei                | 16.043          |
| Bonavista de la Creu                 | 5.943           |
| Ciutat Escollida                     | 3.185           |
| Gran Via Sud                         | 7.251           |
| Partides Rurals                      | 6.957           |

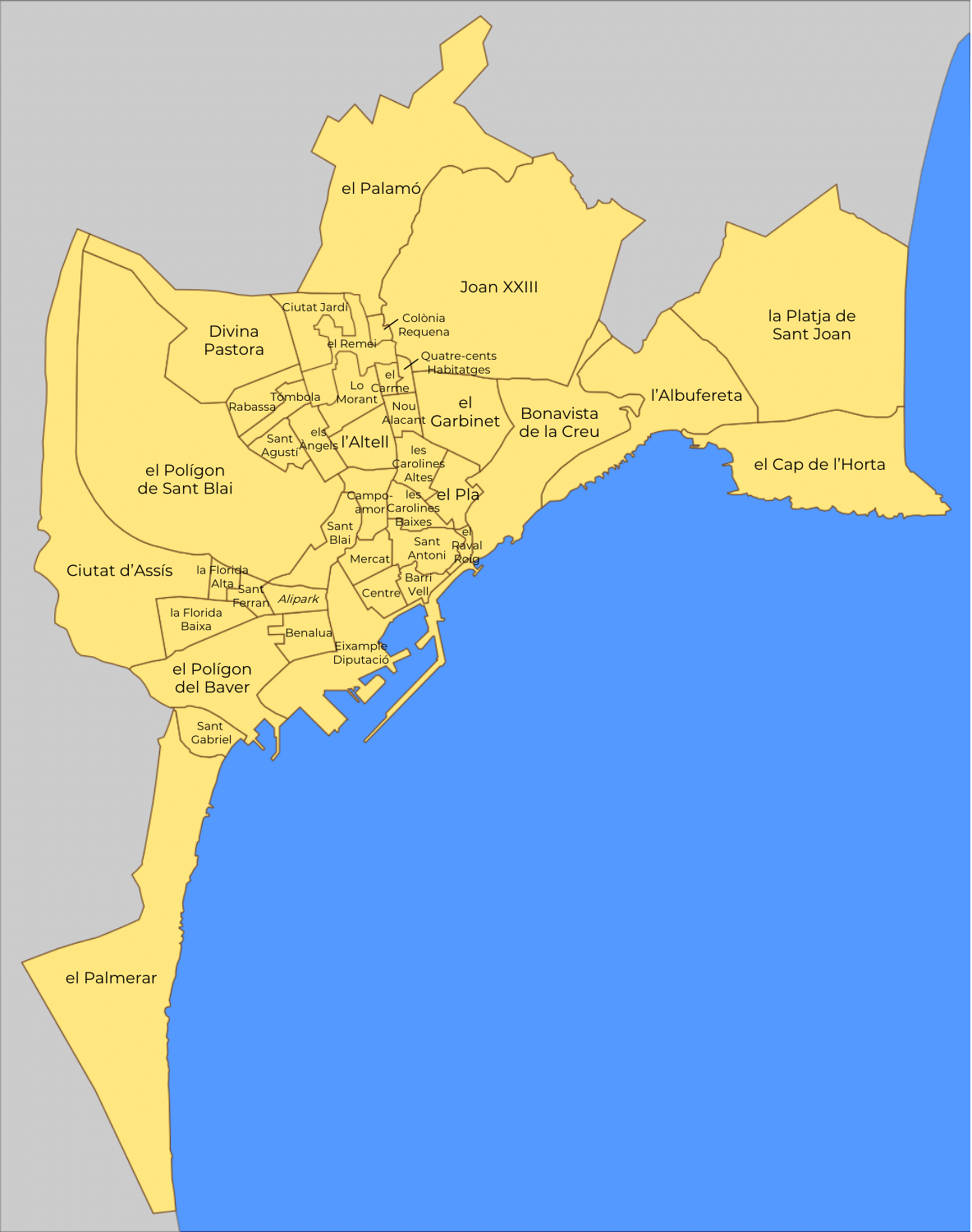
Barris d'Alacant.

Els nuclis de població de Tàngel i del Palamó s'integren al barri del Palamó, mentre que el d'Urbanova s'integra al barri del Palmerar-Urbanova-Tabarca. En 2015 es crearen els districtes de Ciutat Escollida (separat de Joan XXIII) i Gran Via Sud (separat del Polígon del Baver).